# رولاند توثرو
رولاند هربرت توثرو (بالإنجليزية: Roland Herbert Totheroh)‏، (29 نوفمبر 1890 - 18 يونيو 1967)، مصور سينمائي أمريكي اشتهر بكونه المصور النظامي في أفلام «تشارلي تشابلن». عمل مع «تشابلن» من عام 1915 حتى اربعينات القرن 20 في أكثر من 30 فيلما. وكثيرا ما يطلق عليه اسم رولي توثيروه.

## روابط خارجية
- رولاند توثرو على موقع IMDb (الإنجليزية)
- رولاند توثرو على موقع ألو سيني (الفرنسية)
- رولاند توثرو على موقع أول موفي (الإنجليزية)
- رولاند توثرو على موقع قاعدة بيانات الأفلام السويدية (السويدية)
- رولاند توثرو على موقع قاعدة بيانات الفيلم (الإنجليزية)
- رولاند توثرو على موقع كينوبويسك (الروسية)